# Giovanna Casotto
Giovanna Casotto (Desio, 2 agosto 1962) è una fumettista, illustratrice e modella italiana.

## Biografia

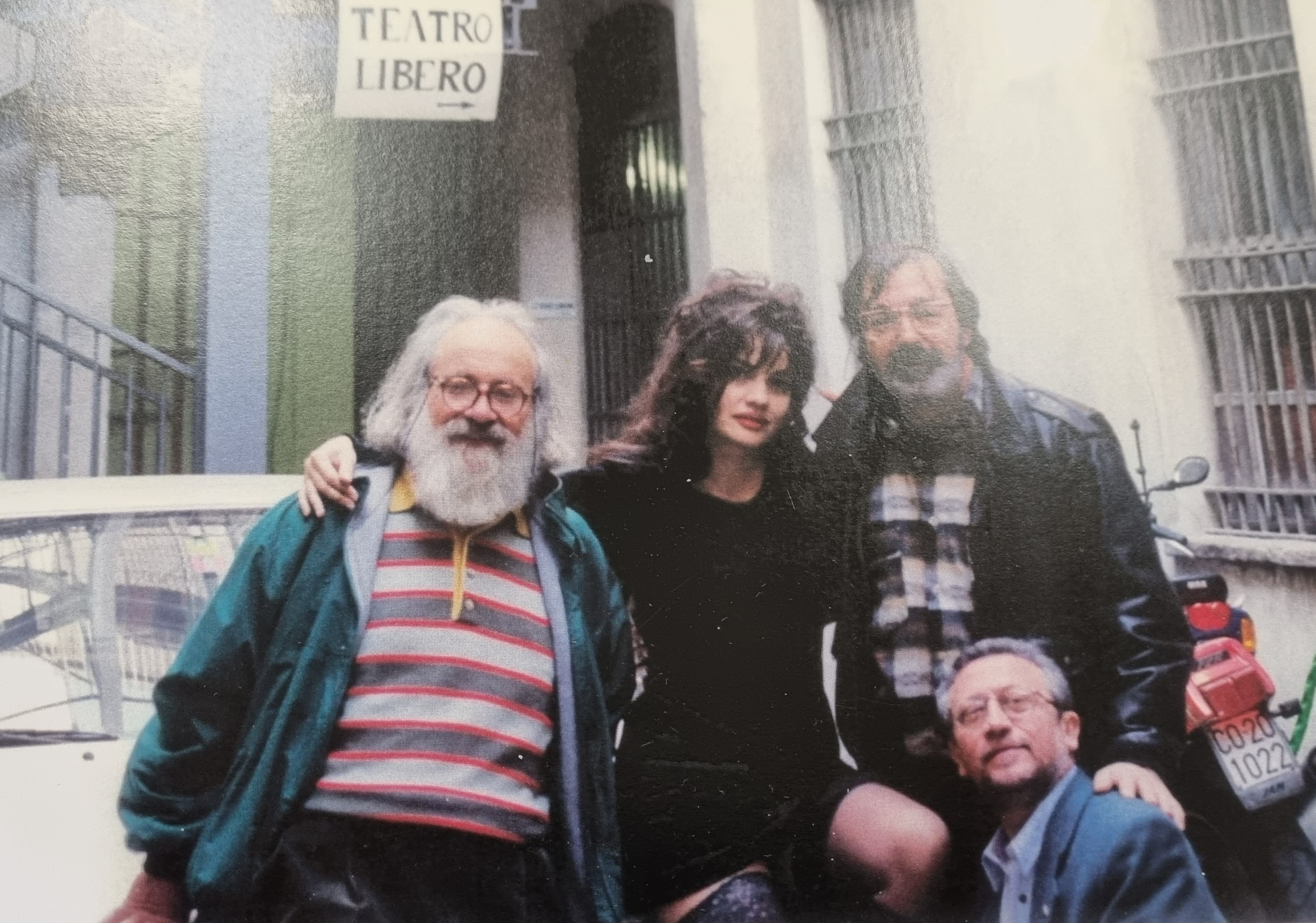
Giovanna Casotto nel 1990

Appassionata di disegno e fumetto, prima di intraprendere la carriera di fumettista era casalinga. Frequenta per tre anni la scuola del fumetto di Milano, finita la quale pubblica alcune storie brevi per Intrepido sceneggiate da Mauro Muroni. Particolarmente attratta dalla figura umana nuda, la sua fonte di ispirazione principale è lo stile di Franco Saudelli, con il quale ha in seguito avuto modo di collaborare.
L'editore Stefano Trentini le propone nel 1991 di disegnare storie a sfondo calcistico, ma lei rifiuta non sentendosi attratta dal genere. Lo stesso Trentini, tre anni dopo, la coinvolge nel progetto della rivista di cultura erotica e fumetti Selen. Alla chiusura della rivista passa all'analoga pubblicazione mensile Blue, edita da Coniglio Editore e inizia a pubblicare tavole erotiche per la rivista inglese Desire.
Nel 2014 il museo WOW Spazio Fumetto tiene una mostra dedicata alle sue opere.
Ritiene la storia un particolare non fondamentale nei suoi fumetti, perché "il disegno si racconta da sé".

## Opere
- La carne e lo Spirito
- Storie brevi
- Cattive attitudini
- Fetish photos
- Pigiama party
- Femmine folli
- Mia moglie è una santa